# Distrito de Passau
Passau es uno de los 71 distritos en que está dividido administrativamente el estado alemán de Baviera. El distrito rural (Landkreis) Passau es parte del distrito administrativo (Regierungsbezirk) de la Baja Baviera. Limita con los distritos rurales Freyung-Grafenau, en el oeste con Rottal-Inn y en el noreste con Deggendorf. En la frontera este se ubica el distrito de Rohrbach y al sur el distrito de Schärding, los cuales pertenecen a la Alta Austria. Según su área, el distrito rural de Passau es el tercero más grande de la Baviera y según la población el quinto más poblado. 

## Ciudades y municipios
(Habitantes 31 de diciembre de 2007)
| Ciudades 1. Bad Griesbach im Rottal (8.478) 2. Hauzenberg (12.269) 3. Pocking (14.918) 4. Vilshofen an der Donau (16.337) Municipios con derecho de mercado (Marktrecht) 1. Aidenbach (3.138) 2. Eging a.See (3.960) 3. Fürstenzell (7.809) 4. Hofkirchen (3.599) 5. Hutthurm (5.924) 6. Kößlarn (1.935) 7. Obernzell (3.883) 8. Ortenburg (7.130) 9. Rotthalmünster (5.023) 10. Ruhstorf a.d.Rott (7.074) 11. Tittling (3.717) 12. Untergriesbach (6.287) 13. Wegscheid (5.715) 14. Windorf (4.768) | Municipios 1. Aicha vorm Wald (2.466) 2. Aldersbach (4.311) 3. Bad Füssing (6.729) 4. Beutelsbach (1.129) 5. Breitenberg (2.162) 6. Büchlberg (4.101) 7. Fürstenstein (3.473) 8. Haarbach (2.581) 9. Kirchham (2.354) 10. Malching (1.294) 11. Neuburg am Inn (4.155) 12. Neuhaus am Inn (3.560) 13. Neukirchen vorm Wald (2.703) 14. Ruderting (3.074) 15. Salzweg (6.582) 16. Sonnen (1.474) 17. Tettenweis (1.702) 18. Thyrnau (4.192) 19. Tiefenbach (6.684) 20. Witzmannsberg (1.772) | Agrupación de municipios (Verwaltungsgemeinschaft) 1. Agrupación de municipios Aidenbach con los municipios Aidenbach (Markt) y Beutelsbach 2. Agrupación de municipios Rotthalmünster con los municipios Malching y Rotthalmünster (Markt) 3. Agrupación de municipios Tittling con los municipios Tittling (Markt) y Witzmannsberg |

## Política

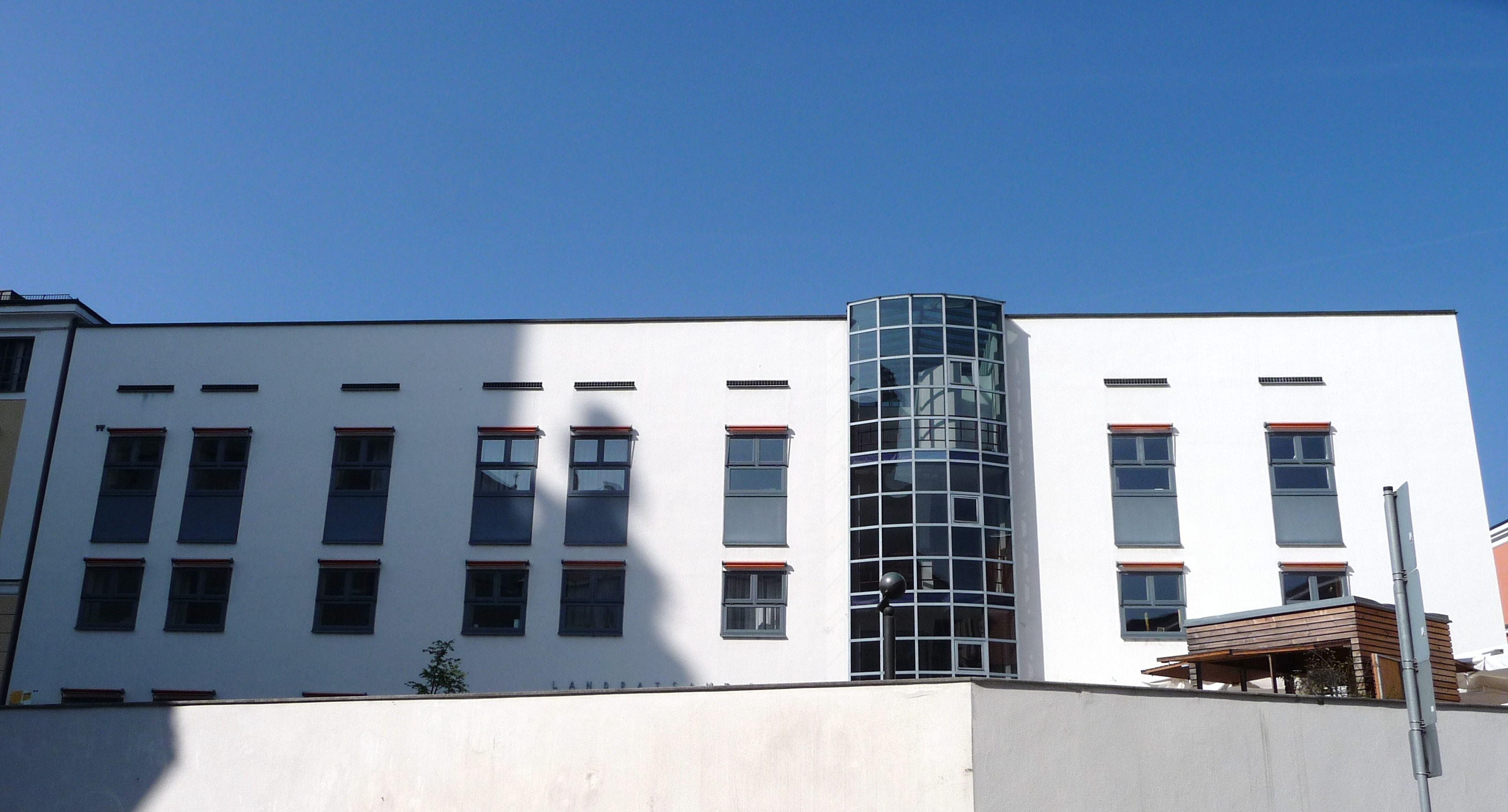
Sede del gobierno comunal en Passau.

El gobernador del distrito rural es Franz Meyer de la CSU, quién venció en 2008 en las elecciones comunales al gobernador de muchos años Hanns Dorfner con el 66,7 % de los votos.